# آمار باشگاه فوتبال استقلال تهران برابر حریفان جام حذفی
مسابقات جام حذفی که در سال ۱۳۵۵ اولین دوره آن انجام شد تا پایان فصل ۹۷-۹۸ فوتبالی ایران ۳۲ دوره از این مسابقات نیز به پایان خواهد رسید. استقلال در ۳۰ دوره از این مسابقات حاضر بوده است و با کسب ۸ عنوان قهرمانی و ۷ عنوان پرافتخارترین تیم این مسابقات است.دو دوره اول این مسابقات قبل از سال ۵۷ برگزار شده و ادوار دیگر این مسابقات از سال ۱۳۶۶ پیگیری شده است. استقلال در دوره سوم و دوره نهم مسابقات به دلایل شرایط خاص فوتبال باشگاهی در این سال‌ها موفق به حضور در بازیهای جام حذفی نشده است. تا پایان دوره سی‌ودوم ۱۵۰ بازی برای استقلال در مسابقات جام حذفی ایران ثبت شده است. البته با این توضیح که در دوره نوزدهم از بازی در برابر نوژن ساری انصراف داده و در دوره دوازدهم هم تیم استقلال رشت حاضر به برگزاری بازی برگشت نشده و انصراف داده است که باید گفت استقلال ۱۴۸ بار در ادوار جام حذفی ایران به میدان رفته ولی این دو بازی هم در ارکان رسمی فدراسیون به اسم استقلال تهران ثبت شده است.

## آمار در برابر حریفان
| #  | باشگاه              | ت      | پ      | م      | ش      | ت     | پ     | م     | ش     | ت     | پ     | م     | ش     | گ.ز  | گ.خ  | ضربات پنالتی    | توضیحات                           |
| #  | باشگاه              | میزبان | میزبان | میزبان | میزبان | مهمان | مهمان | مهمان | مهمان | مجموع | مجموع | مجموع | مجموع | گل‌ها | گل‌ها | ضربات پنالتی    | توضیحات                           |
| -- | ------------------- | ------ | ------ | ------ | ------ | ----- | ----- | ----- | ----- | ----- | ----- | ----- | ----- | ---- | ---- | --------------- | --------------------------------- |
| ۱  | ملوان بندرانزلی     | ۴      | ۲      | ۱      | ۱      | ۴     | ۰     | ۳     | ۱     | ۸     | ۲     | ۴     | ۲     | ۸    | ۷    | ۲ بار - (۱ - ۱) |                                   |
| ۲  | سپاهان اصفهان       | ۵      | ۲      | ۱      | ۲      | ۳     | ۰     | ۰     | ۳     | ۸     | ۲     | ۱     | ۵     | ۱۰   | ۱۵   | ۱ بار - (۱)     |                                   |
| ۳  | ذوب آهن اصفهان      | ۱      | ۱      | ۰      | ۰      | ۴     | ۱     | ۰     | ۳     | ۶     | ۲     | ۴     | ۰     | ۸    | ۵    | ۳ بار - (۱ - ۲) | یک بازی در زمین بی طرف            |
| ۴  | نساجی مازندران      | ۳      | ۲      | ۱      | ۰      | ۱     | ۰     | ۱     | ۰     | ۵     | ۳     | ۲     | ۰     | ۱۰   | ۲    | ۰               |                                   |
| ۵  | سایپا تهران         | ۴      | ۳      | ۱      | ۰      | ۰     | ۰     | ۰     | ۰     | ۴     | ۳     | ۱     | ۰     | ۱۰   | ۴    | ۱ بار - (۱)     |                                   |
| ۶  | ایران‌جوان بوشهر(۲)  | ۳      | ۳      | ۰      | ۰      | ۱     | ۱     | ۰     | ۰     | ۴     | ۴     | ۰     | ۰     | ۹    | ۱    | ۰               | [ ب ]                             |
| ۷  | مس کرمان            | ۳      | ۲      | ۰      | ۱      | ۱     | ۱     | ۰     | ۰     | ۴     | ۳     | ۰     | ۱     | ۱۰   | ۲    | ۰               |                                   |
| ۸  | پاس تهران           | ۳      | ۲      | ۱      | ۰      | ۱     | ۱     | ۰     | ۰     | ۴     | ۳     | ۱     | ۰     | ۹    | ۳    | ۱ بار - (۱)     |                                   |
| ۹  | فجر سپاسی شیراز     | ۲      | ۰      | ۲      | ۰      | ۲     | ۱     | ۰     | ۱     | ۴     | ۱     | ۲     | ۱     | ۹    | ۶    | ۰               |                                   |
| ۱۰ | استقلال اهواز       | ۲      | ۱      | ۱      | ۰      | ۲     | ۱     | ۱     | ۰     | ۴     | ۲     | ۲     | ۰     | ۶    | ۲    | ۰               |                                   |
| ۱۱ | ماشین‌سازی تبریز     | ۲      | ۱      | ۰      | ۱      | ۲     | ۰     | ۲     | ۰     | ۴     | ۱     | ۲     | ۱     | ۳    | ۱    | ۰               |                                   |
| ۱۲ | ابومسلم خراسان      | ۲      | ۲      | ۰      | ۰      | ۱     | ۰     | ۰     | ۱     | ۳     | ۲     | ۰     | ۱     | ۱۰   | ۴    | ۰               |                                   |
| ۱۳ | شاهین بوشهر         | ۲      | ۱      | ۰      | ۰      | ۱     | ۰     | ۱     | ۰     | ۴     | ۲     | ۱     | ۱     | ۲    | ۱    | ۲ بار - (۱ - ۱) | یک بازی در رمین بی طرف            |
| ۱۴ | پرسپولیس تهران      | ۰      | ۰      | ۰      | ۰      | ۰     | ۰     | ۰     | ۰     | ۴     | ۱     | ۲     | ۱     | ۶    | ۴    | ۲ بار - (۱ - ۱) |                                   |
| ۱۵ | مرصاد مقاومت شیراز  | ۱      | ۱      | ۰      | ۰      | ۲     | ۰     | ۱     | ۱     | ۳     | ۱     | ۱     | ۱     | ۲    | ۳    | ۰               |                                   |
| ۱۶ | نفت تهران           | ۰      | ۰      | ۰      | ۰      | ۲     | ۰     | ۱     | ۱     | ۲     | ۰     | ۱     | ۱     | ۳    | ۴    | ۱ بار - (۱)     |                                   |
| ۱۷ | فولاد خوزستان       | ۱      | ۱      | ۰      | ۰      | ۱     | ۰     | ۱     | ۰     | ۲     | ۱     | ۱     | ۰     | ۴    | ۲    | ۱ بار - (۱)     |                                   |
| ۱۸ | شهرداری یاسوج       | ۲      | ۲      | ۰      | ۰      | ۰     | ۰     | ۰     | ۰     | ۲     | ۲     | ۰     | ۰     | ۳    | ۰    | ۰               |                                   |
| ۱۹ | پگاه گیلان          | ۱      | ۱      | ۰      | ۰      | ۱     | ۰     | ۰     | ۱     | ۲     | ۱     | ۰     | ۱     | ۳    | ۱    | ۰               |                                   |
| ۲۰ | پیکان تهران         | ۲      | ۲      | ۰      | ۰      | ۰     | ۰     | ۰     | ۰     | ۲     | ۲     | ۰     | ۰     | ۴    | ۰    | ۰               |                                   |
| ۲۱ | فرمانداری مریوان    | ۱      | ۱      | ۰      | ۰      | ۱     | ۱     | ۰     | ۰     | ۲     | ۲     | ۰     | ۰     | ۱    | ۰    | ۰               |                                   |
| ۲۲ | فراز قم             | ۱      | ۱      | ۰      | ۰      | ۱     | ۱     | ۰     | ۰     | ۲     | ۲     | ۰     | ۰     | ۴    | ۱    | ۰               |                                   |
| ۲۳ | لشکر ۳۰ گرگان       | ۱      | ۱      | ۰      | ۰      | ۱     | ۱     | ۰     | ۰     | ۲     | ۲     | ۰     | ۰     | ۷    | ۱    | ۰               |                                   |
| ۲۴ | بهمن کرج            | ۱      | ۱      | ۰      | ۰      | ۱     | ۰     | ۰     | ۱     | ۲     | ۱     | ۰     | ۱     | ۳    | ۲    | ۰               |                                   |
| ۲۵ | ایرسوتر نوشهر       | ۱      | ۱      | ۰      | ۰      | ۱     | ۰     | ۱     | ۰     | ۲     | ۱     | ۱     | ۰     | ۷    | ۱    | ۰               |                                   |
| ۲۶ | استقلال رشت(۳)      | ۱      | ۱      | ۰      | ۰      | ۱     | ۰     | ۱     | ۰     | ۲     | ۲     | ۰     | ۰     | ۱    | ۱    | ۰               | [ ت ]                             |
| ۲۷ | کشاورز تهران        | ۲      | ۲      | ۰      | ۰      | ۰     | ۰     | ۰     | ۰     | ۲     | ۲     | ۰     | ۰     | ۴    | ۲    | ۰               |                                   |
| ۲۸ | شهرداری اردبیل      | ۱      | ۱      | ۰      | ۰      | ۱     | ۰     | ۱     | ۰     | ۲     | ۱     | ۱     | ۰     | ۸    | ۱    | ۰               |                                   |
| ۲۹ | فجر سپاه ارومیه     | ۱      | ۰      | ۱      | ۰      | ۱     | ۱     | ۰     | ۰     | ۲     | ۱     | ۱     | ۰     | ۳    | ۱    | ۰               |                                   |
| ۳۰ | برق شیراز           | ۱      | ۱      | ۰      | ۰      | ۱     | ۱     | ۰     | ۰     | ۲     | ۲     | ۰     | ۰     | ۵    | ۱    | ۰               |                                   |
| ۳۱ | بسیج تبریز          | ۱      | ۱      | ۰      | ۰      | ۱     | ۱     | ۰     | ۰     | ۲     | ۲     | ۰     | ۰     | ۵    | ۲    | ۰               |                                   |
| ۳۲ | جنوب اهواز          | ۱      | ۰      | ۰      | ۰      | ۱     | ۰     | ۱     | ۰     | ۲     | ۰     | ۱     | ۱     | ۰    | ۱    | ۰               |                                   |
| ۳۳ | پیام گچ خراسان(۴)   | ۱      | ۰      | ۱      | ۰      | ۱     | ۱     | ۰     | ۰     | ۲     | ۱     | ۱     | ۰     | ۴    | ۱    | ۰               | [ ث ]                             |
| ۳۴ | راه‌آهن شاهرود       | ۱      | ۱      | ۰      | ۰      | ۱     | ۰     | ۱     | ۰     | ۲     | ۱     | ۱     | ۰     | ۴    | ۳    | ۰               |                                   |
| ۳۵ | جنوب زابل           | ۱      | ۱      | ۰      | ۰      | ۱     | ۱     | ۰     | ۰     | ۲     | ۲     | ۰     | ۰     | ۱۳   | ۱    | ۰               |                                   |
| ۳۶ | ژاندارمری اصفهان    | ۱      | ۱      | ۰      | ۰      | ۱     | ۱     | ۰     | ۰     | ۲     | ۲     | ۰     | ۰     | ۴    | ۰    | ۰               |                                   |
| ۳۷ | نیرو راستی باختران  | ۱      | ۱      | ۰      | ۰      | ۱     | ۱     | ۰     | ۰     | ۲     | ۲     | ۰     | ۰     | ۳    | ۰    | ۰               |                                   |
| ۳۸ | راه‌آهن تبریز        | ۱      | ۱      | ۰      | ۰      | ۱     | ۱     | ۰     | ۰     | ۲     | ۲     | ۰     | ۰     | ۴    | ۱    | ۰               |                                   |
| ۳۹ | آرش میناب           | ۱      | ۱      | ۰      | ۰      | ۱     | ۱     | ۰     | ۰     | ۲     | ۲     | ۰     | ۰     | ۱۰   | ۰    | ۰               |                                   |
| ۴۰ | پاس همدان           | ۱      | ۱      | ۰      | ۰      | ۱     | ۱     | ۰     | ۰     | ۲     | ۲     | ۰     | ۰     | ۷    | ۱    | ۰               |                                   |
| ۴۱ | گسترش اراک          | ۱      | ۱      | ۰      | ۰      | ۱     | ۱     | ۰     | ۰     | ۲     | ۲     | ۰     | ۰     | ۵    | ۱    | ۰               |                                   |
| ۴۲ | پلی‌اکریل اصفهان     | ۱      | ۱      | ۰      | ۰      | ۱     | ۰     | ۱     | ۰     | ۲     | ۱     | ۱     | ۰     | ۳    | ۱    | ۰               |                                   |
| ۴۳ | متحد همدان          | ۱      | ۱      | ۰      | ۰      | ۱     | ۰     | ۱     | ۰     | ۲     | ۱     | ۱     | ۰     | ۲    | ۱    | ۰               |                                   |
| ۴۴ | تهران‌جوان           | ۱      | ۱      | ۰      | ۰      | ۱     | ۰     | ۱     | ۰     | ۲     | ۱     | ۱     | ۰     | ۳    | ۲    | ۱ بار - (۱)     |                                   |
| ۴۵ | نفت مسجدسلیمان      | ۰      | ۰      | ۰      | ۰      | ۱     | ۱     | ۰     | ۰     | ۱     | ۱     | ۰     | ۰     | ۱    | ۰    | ۰               |                                   |
| ۴۶ | خونه به خونه بابل   | ۰      | ۰      | ۰      | ۰      | ۰     | ۰     | ۰     | ۰     | ۱     | ۱     | ۰     | ۰     | ۱    | ۰    | ۰               | این بازی در زمین بی طرف برگزار شد |
| ۴۷ | صنعت نفت آبادان     | ۰      | ۰      | ۰      | ۰      | ۱     | ۱     | ۰     | ۰     | ۱     | ۱     | ۰     | ۰     | ۲    | ۱    | ۰               |                                   |
| ۴۸ | گل‌گهر سیرجان        | ۰      | ۰      | ۰      | ۰      | ۱     | ۱     | ۰     | ۰     | ۱     | ۱     | ۰     | ۰     | ۲    | ۰    | ۰               |                                   |
| ۴۹ | صبای قم             | ۱      | ۰      | ۱      | ۰      | ۰     | ۰     | ۰     | ۰     | ۱     | ۰     | ۱     | ۰     | ۰    | ۰    | ۱ بار - (۱)     |                                   |
| ۵۰ | ملوان نوین انزلی    | ۰      | ۰      | ۰      | ۰      | ۱     | ۱     | ۰     | ۰     | ۱     | ۱     | ۰     | ۰     | ۲    | ۰    | ۰               |                                   |
| ۵۱ | تراکتورسازی تبریز   | ۰      | ۰      | ۰      | ۰      | ۱     | ۱     | ۰     | ۰     | ۲     | ۱     | ۰     | ۱     | ۴    | ۴    | ۰               | یک بازی در زمین بی‌طرف             |
| ۵۲ | شهرداری سمنان       | ۱      | ۱      | ۰      | ۰      | ۰     | ۰     | ۰     | ۰     | ۱     | ۱     | ۰     | ۰     | ۵    | ۰    | ۰               |                                   |
| ۵۳ | پارسه تهران         | ۱      | ۱      | ۰      | ۰      | ۰     | ۰     | ۰     | ۰     | ۱     | ۱     | ۰     | ۰     | ۴    | ۲    | ۰               |                                   |
| ۵۴ | فولاد نوین اهواز    | ۰      | ۰      | ۰      | ۰      | ۱     | ۱     | ۰     | ۰     | ۱     | ۱     | ۰     | ۰     | ۱    | ۰    | ۰               |                                   |
| ۵۵ | کاسپین قزوین        | ۱      | ۱      | ۰      | ۰      | ۰     | ۰     | ۰     | ۰     | ۱     | ۱     | ۰     | ۰     | ۱    | ۰    | ۰               |                                   |
| ۵۶ | گهر دورود           | ۰      | ۰      | ۰      | ۰      | ۱     | ۱     | ۰     | ۰     | ۱     | ۱     | ۰     | ۰     | ۱    | ۰    | ۰               |                                   |
| ۵۷ | سایپا مهر کرج       | ۱      | ۱      | ۰      | ۰      | ۰     | ۰     | ۰     | ۰     | ۱     | ۱     | ۰     | ۰     | ۱    | ۰    | ۰               |                                   |
| ۵۸ | شیرین فراز کرمانشاه | ۱      | ۱      | ۰      | ۰      | ۰     | ۰     | ۰     | ۰     | ۱     | ۱     | ۰     | ۰     | ۵    | ۱    | ۰               |                                   |
| ۵۹ | استیل آذین تهران    | ۱      | ۱      | ۰      | ۰      | ۰     | ۰     | ۰     | ۰     | ۱     | ۱     | ۰     | ۰     | ۴    | ۵    | ۰               |                                   |
| ۶۰ | ذرت‌کاران پارس آباد  | ۱      | ۱      | ۰      | ۰      | ۰     | ۰     | ۰     | ۰     | ۱     | ۱     | ۰     | ۰     | ۱۳   | ۰    | ۰               |                                   |
| ۶۱ | مس رفسنجان          | ۰      | ۰      | ۰      | ۰      | ۱     | ۰     | ۱     | ۰     | ۱     | ۰     | ۱     | ۰     | ۲    | ۲    | ۱ بار - (۱)     |                                   |
| ۶۲ | داماش گیلان         | ۱      | ۱      | ۰      | ۰      | ۰     | ۰     | ۰     | ۰     | ۱     | ۱     | ۰     | ۰     | ۸    | ۱    | ۰               |                                   |
| ۶۳ | راه‌آهن تهران        | ۱      | ۱      | ۰      | ۰      | ۰     | ۰     | ۰     | ۰     | ۱     | ۰     | ۱     | ۰     | ۲    | ۲    | ۱ بار - (۱)     |                                   |
| ۶۴ | تربیت یزد           | ۱      | ۱      | ۰      | ۰      | ۰     | ۰     | ۰     | ۰     | ۱     | ۱     | ۰     | ۰     | ۵    | ۳    | ۰               |                                   |
| ۶۵ | نوژن ساری           | ۰      | ۰      | ۰      | ۰      | ۱     | ۰     | ۰     | ۱     | ۱     | ۰     | ۰     | ۱     | -    | -    | ۰               | [ ج ]                             |
| ۶۶ | اتکا تهران          | ۱      | ۱      | ۰      | ۰      | ۰     | ۰     | ۰     | ۰     | ۱     | ۱     | ۰     | ۰     | ۲    | ۰    | ۰               |                                   |
| ۶۷ | پاسارگاد تهران      | ۱      | ۱      | ۰      | ۰      | ۰     | ۰     | ۰     | ۰     | ۱     | ۱     | ۰     | ۰     | ۳    | ۲    | ۰               |                                   |
| ۶۸ | پارس خودرو تهران    | ۱      | ۱      | ۰      | ۰      | ۰     | ۰     | ۰     | ۰     | ۱     | ۱     | ۰     | ۰     | ۳    | ۰    | ۰               |                                   |
| ۶۹ | هما تهران           | ۱      | ۱      | ۰      | ۰      | ۰     | ۰     | ۰     | ۰     | ۱     | ۱     | ۰     | ۰     | ۲    | ۰    | ۰               |                                   |
| ۷۰ | آرارات تهران        | ۰      | ۰      | ۰      | ۰      | ۱     | ۱     | ۰     | ۰     | ۱     | ۱     | ۰     | ۰     | ۱    | ۰    | ۰               |                                   |

توضیحات تکمیلی:
۱- ضربات پنالتی : اعداد آبی گویای موفقیت استقلال و اعداد قرمز گویای موفقیت حریفان استقلال در ضربات پنالتی میباشد. برای مثال در سه بازی که تکلیف بازی استقلال در برابر ذوب‌آهن در ضربات پنالتی مشخص شده است. در یک بازی استقلال و در دو بازی ذوب‌آهن تیم موفق ضربات پنالتی بوده‌اند.

منبع:

## عملکرد کلی
| میزبان / میهمان | بازی | برد | مساوی | باخت | گل‌زده | گل‌خورده | تفاضل | ضربات پنالتی (۱) |
| --------------- | ---- | --- | ----- | ---- | ----- | ------- | ----- | ---------------- |
| میزبان          | ۷۰   | ۵۳  | ۱۱    | ۶    | ۱۸۸   | ۴۳      | ۱۴۵   | ۴ (۳ - ۱)        |
| میهمان          | ۶۳   | ۳۰  | ۲۲    | ۱۱   | ۹۴    | ۵۸      | ۳۶    | ۸ (۳ - ۵)        |
| تک بازی         | ۱۶   | ۱۰  | ۴     | ۲    | ۲۸    | ۱۳      | ۱۵    | ۴ (۲ - ۲)        |
| زمین بی طرف     | ۴    | ۱   | ۲     | ۱    | ۴     | ۴       | ۰     | ۲ (۱ - ۱)        |
| مجموع عملکرد    | ۱۵۵  | ۹۷  | ۳۸    | ۲۰   | ۳۱۸   | ۱۱۷     | ۲۰۱   | ۱۷ (۹ - ۸)       |

تفکیک عملکرد استقلال در جام حذفی در شهر تهران و خارج از شهر تهران
| میزبان / میهمان           | بازی | برد | مساوی | باخت | گل‌زده | گل‌خورده | تفاضل | ضربات پنالتی (۱) |
| ------------------------- | ---- | --- | ----- | ---- | ----- | ------- | ----- | ---------------- |
| بازیهای داخل شهر تهران    | ۹۴   | ۶۷  | ۱۷    | ۱۰   | ۲۳۲   | ۶۷      | ۱۶۵   | ۱۰ (۵ - ۵)       |
| بازیهای خارج از شهر تهران | ۶۲   | ۳۰  | ۲۲    | ۱۰   | ۸۸    | ۵۲      | ۳۶    | ۸ (۴ - ۴)        |
| مجموع عملکرد              | ۱۵۵  | ۹۷  | ۳۸    | ۲۰   | ۳۱۶   | ۱۱۴     | ۲۰۲   | ۱۷ (۹ - ۸)       |

۱: در ستون ضربات پنالتی اعداد آبی گویای موفقیت استقلال و اعداد قرمز گویای موفقیت حریفان استقلال در ضربات پنالتی میباشد. برای مثال در بازیهایی که استقلال میزبان بوده است تکلیف چهار بازی در ضربات پنالتی مشخص شده است. که در یک بازی استقلال و در سه بازی حریفان استقلال تیم موفق ضربات پنالتی بوده‌اند.
۲: منظور از تک بازی دیدارهایی میباشد که استقلال در برابر تیمهای تهرانی و به صورت یک بازی انجام داده است. این بازیها چون میزبان و میهمان نداشته است پس در ردیفی مجزا محاسبه شده‌اند.

## مربیان استقلال در جام حذفی

### عملکرد مربیان
در ادوار لیگ برتر ۱۶ مربی تجربه هدایت استقلال در بازیهای جام حذفی را داشته است. (سه نفر از این افراد مربی موقت بوده‌اند)
منصور پورحیدری با ۴۵ بازی بیشتر از هر مربی دیگری هدایت استقلال در تاریخ جام حذفی را بر عهده داشته است
| #  | مربی استقلال      | بازی | برد | مساوی | باخت | گل‌زده | گل‌خورده | تفاضل | ضربات پنالتی |
| -- | ----------------- | ---- | --- | ----- | ---- | ----- | ------- | ----- | ------------ |
| ۱  | منصور پورحیدری    | ۴۵   | ۳۰  | ۱۳    | ۲    | ۸۹    | ۲۶      | ۶۳    | ۲ (۱ - ۱)    |
| ۲  | امیر قلعه‌نویی     | ۳۰   | ۱۹  | ۶     | ۵    | ۷۱    | ۳۰      | ۳۹    | ۵ (۴ - ۱)    |
| ۳  | پرویز مظلومی      | ۱۴   | ۱۰  | ۳     | ۱    | ۳۰    | ۸       | ۲۲    | ۳ (۱ - ۲)    |
| ۴  | یوگنی سکوموروخوف  | ۱۲   | ۶   | ۴     | ۲    | ۱۹    | ۵       | ۱۴    | -            |
| ۵  | ناصر حجازی        | ۷    | ۳   | ۳     | ۱    | ۱۷    | ۵       | ۱۲    | -            |
| ۶  | غلامحسین مظلومی   | ۷    | ۶   | ۱     | ۰    | ۱۹    | ۳       | ۱۶    | ۱ (۱)        |
| ۷  | وینفرید شفر       | ۶    | ۵   | ۱     | ۰    | ۱۱    | ۴       | ۷     | ۱ (۱)        |
| ۸  | ولادمیر جکیچ      | ۵    | ۴   | ۱     | ۰    | ۷     | ۲       | ۵     | ۱ (۱)        |
| ۹  | علیرضا منصوریان   | ۵    | ۳   | ۱     | ۱    | ۷     | ۴       | ۳     | ۱ (۱)        |
| ۱۰ | رضا احدی          | ۵    | ۲   | ۱     | ۲    | ۱۰    | ۷       | ۳     | -            |
| ۱۱ | صمد مرفاوی        | ۳    | ۱   | ۰     | ۲    | ۱۷    | ۷       | ۱۰    | -            |
| ۱۲ | رولاند کخ         | ۳    | ۲   | ۰     | ۱    | ۳     | ۴       | ۱-    | -            |
| ۱۳ | آندره استراماچونی | ۲    | ۲   | ۰     | ۰    | ۶     | ۱       | ۵     | -            |
| ۱۴ | فیروز کریمی       | ۲    | ۰   | ۲     | ۰    | ۳     | ۳       | ۰     | ۲ (۲)        |
| ۱۵ | علی جباری         | ۲    | ۱   | ۱     | ۰    | ۴     | ۳       | ۱     | -            |
| ۱۶ | فرهاد مجیدی       | ۳    | ۱   | ۱     | ۱    | ۶     | ۵       | ۱     | ۱ (۱)        |
| ۱۷ | زدراکو رایکوف     | ۱    | ۰   | ۱     | ۰    | ۱     | ۱       | ۰     | ۱ (۱)        |
| ۱۸ | جواد زرینچه       | ۱    | ۰   | ۰     | ۱    | ۰     | ۱       | ۱-    | -            |

توضیحات تکمیلی:
عملکرد مربیان بر اساس ۱۵۰ بازی حساب شده است و سه بازی برگزار نشده در برابر تیمهای نوژن ساری (انصراف استقلال) و تیمهای شاهین بوشهر و استقلال رشت (انصراف حریفان) در عملکرد مربیان لحاظ نشده است

### بازیهای فینال و مربیان استقلال
در چهارده فینالی که استقلال در آن حاضر بوده است هشت مربی مختلف هدایت این تیم را بر عهده داشته‌اند. منصور پورحیدری و امیر قلعه‌نویی هر کدام با سه بار حضور در فینال به عنوان مربی استقلال بهترین عملکرد را بین مربیان استقلال از این نظر دارا هستند و پرویز مظلومی نیز دو بار استقلال را تا مرحله فینال رسانده است. هر مربی که بیش از یکبار استقلال را به فینال رسانده است طعم تلخ شکست را در فینال را با آبی‌پوشان چشیده است.
| فصل       | مربی استقلال     | نتیجه بازی               | نتیجه فینال   | حریف         |
| --------- | ---------------- | ------------------------ | ------------- | ------------ |
| ۰۲–۱۴۰۱   | ریکاردو ساپینتو  | ۱–۲ (وقت اضافه)          | باخت در فینال | پرسپولیس     |
| ۱۴۰۰–۱۳۹۹ | فرهاد مجیدی      | ۰–۰ (۲–۴) پنالتی         | باخت در فینال | فولاد        |
| ۱۳۹۹–۱۳۹۸ | فرهاد مجیدی      | ۲–۳                      | باخت در فینال | تراکتور      |
| ۱۳۹۷–۱۳۹۶ | وینفرید شفر      | ۱–۰                      | قهرمان        | خونه به خونه |
| ۱۳۹۵–۱۳۹۴ | پرویز مظلومی     | ۱–۰ (۴–۵) پنالتی         | باخت در فینال | ذوب‌آهن       |
| ۱۳۹۱–۱۳۹۰ | پرویز مظلومی     | ۰–۰ (۴–۱) پنالتی         | قهرمان        | شاهین بوشهر  |
| ۱۳۸۷–۱۳۸۶ | امیر قلعه‌نویی    | ۳–۱ (۳–۰ / ۱–۰)          | قهرمان        | پگاه گیلان   |
| ۱۳۸۳–۱۳۸۲ | امیر قلعه‌نویی    | ۲–۵ (۰–۲ / ۲–۳)          | باخت در فینال | سپاهان       |
| ۱۳۸۱–۱۳۸۰ | امیر قلعه‌نویی    | ۴–۳ (۲–۲ / ۲–۱)          | قهرمان        | فجرسپاسی     |
| ۱۳۷۹–۱۳۷۸ | منصور پورحیدری   | ۳–۱                      | قهرمان        | بهمن کرج     |
| ۱۳۷۸–۱۳۷۷ | یوگنی سکوموروخوف | ۱–۲                      | باخت در فینال | پرسپولیس     |
| ۱۳۷۵–۱۳۷۴ | منصور پورحیدری   | ۲–۰                      | قهرمان        | برق شیراز    |
| ۱۳۷۰–۱۳۶۹ | منصور پورحیدری   | ۰–۰ (۵–۶ پنالتی) تک بازی | باخت در فینال | ملوان        |
| ۱۳۵۷–۱۳۵۶ | ولادمیر جکیچ     | ۲–۰                      | قهرمان        | هما تهران    |

## گلزنان برتر
در بازیهای جام حذفی ۱۱۶ بازیکن موفق به گلزنی برای آبی‌پوشان تهرانی شده‌اند. آرش برهانی با زدن ۱۴ گل بهترین گلزن استقلال در بازیهای جام حذفی میباشد.
صمد مرفاوی، جعفر مختاری‌فر و فراز قاطمی هر کدام با زدن هشت گل در رتبه دوم جدول بهترین گلزنان استقلال در جام حذفی ایران قرار دارند.
برهانی با گلزنی در هفت بازی از این رقابتها از نظر تعداد بازی گل زده در جام حذفی نیز بهترین عملکرد را در بین بازیکنان استقلال دارد. صمد مرفاوی، حنیف عمران‌زاده، علیرضا واحدی‌نیکبخت، فراز فاطمی هر کدام در شش بازی از این رقابتها موفق به گلزنی شده‌اند.
آرش برهانی، حنیف عمران‌زاده، علیرضا واحدی‌نیکبخت سه بازیکنی هستند که در پنج فصل مختلف از بازیهای جام حذفی موفق به گلزنی برای استقلال شده‌اند.

نکته ۱- چهار گل استقلال توسط بازیکنان حریف زده شده ست (گل‌به‌خودی)

نکته ۲- در این جدول فقط اسامی بازیکنانی ذکر شده است که حداقل ۴  گل برای استقلال در رقابتهای جام حذفی ایران زده‌اند
| تیم | بازیکن             | جمع گلها | چند بازی | چند تیم | چند فصل |
| --- | ------------------ | -------- | -------- | ------- | ------- |
| ۱   | آرش برهانی         | ۱۴       | ۷        | ۶       | ۵       |
| ۲   | فراز فاطمی         | ۸        | ۶        | ۴       | ۳       |
| ۳   | صمد مرفاوی         | ۸        | ۶        | ۵       | ۴       |
| ۴   | جعفر مختاری‌فر      | ۸        | ۵        | ۴       | ۲       |
| ۵   | حنیف عمران‌زاده     | ۷        | ۶        | ۶       | ۵       |
| ۶   | امیر قلعه‌نویی      | ۷        | ۴        | ۳       | ۲       |
| ۷   | محسن گروسی         | ۷        | ۵        | ۵       | ۲       |
| ۸   | مجتبی جباری        | ۶        | ۴        | ۴       | ۳       |
| ۹   | محمد نوازی         | ۶        | ۵        | ۵       | ۳       |
| ۱۰  | علیرضا واحدی‌نیکبخت | ۶        | ۶        | ۶       | ۵       |
| ۱۱  | داریوش یزدانی      | ۶        | ۲        | ۲       | ۱       |
| ۱۲  | عبدالعلی چنگیز     | ۶        | ۴        | ۳       | ۲       |
| ۱۳  | پرویز مظلومی       | ۶        | ۵        | ۴       | ۲       |
| ۱۴  | سجاد شهباززاده     | ۵        | ۴        | ۳       | ۳       |
| ۱۵  | فرهاد مجیدی        | ۵        | ۴        | ۴       | ۴       |
| ۱۶  | غلامرضا عنایتی     | ۵        | ۵        | ۵       | ۲       |
| ۱۷  | یداله اکبری        | ۵        | ۵        | ۴       | ۲       |
| ۱۸  | عباس سرخاب         | ۵        | ۴        | ۴       | ۳       |
| ۱۹  | پژمان منتظری       | ۴        | ۴        | ۴       | ۴       |
| ۲۰  | فرزاد حاتمی        | ۴        | ۳        | ۳       | ۱       |
| ۲۱  | مهدی سیدصالحی      | ۴        | ۱        | ۱       | ۱       |
| ۲۲  | علی سامره          | ۴        | ۳        | ۲       | ۲       |
| ۲۳  | فرزاد مجیدی        | ۴        | ۱        | ۱       | ۱       |
| ۲۴  | مهدی هاشمی‌نسب      | ۴        | ۳        | ۳       | ۳       |
| ۲۵  | علی موسوی          | ۴        | ۲        | ۲       | ۲       |
| ۲۶  | احمد مومن‌زاده      | ۴        | ۴        | ۳       | ۱       |
| ۲۷  | مهدی صالح‌پور       | ۴        | ۳        | ۲       | ۱       |
| ۲۸  | علی لطیفی          | ۴        | ۳        | ۲       | ۱       |
| ۲۹  | فرد ملکیان         | ۴        | ۳        | ۳       | ۱       |
| ۳۰  | عادل حردانی        | ۴        | ۱        | ۱       | ۱       |
| ۳۱  | علی اکبریان        | ۴        | ۳        | ۳       | ۲       |
| ۳۲  | جمشید امیرخانلو    | ۴        | ۲        | ۲       | ۱       |
| ۳۳  | وریا غفوری         | ۴        | ۱۶       | ۳       | ۶       |

برای اطلاعات بیشتر به این بخشها رجوع کنید

رکوردداران تعداد گل در تاریخ باشگاه استقلال 

بهترین گلزنان استقلال در لیگ باشگاهی ایران 
بهترین گلزنان استقلال در رقابتهای آسیایی

## عملکرد فصل به فصل
تیم استقلال تهران که در سی دوره از مسابقات جام حذفی ایران حاضر بوده است در دوازده دوره موفق شده است که تا بازی آخر در این مسابقات حاضر باشد
این تیم فقط پنج دوره از مسابقات را از مرحله یک سی و دوم شروع کرده و در دیگر فصل‌ها از مرحله یک شانزدهم وارد بازیها شده است
استقلال در سه دوره از این بازیها در همان بازی اول از دور مسابقات حذف شده است
| #  | دوره         | فصل     | ۱/۳۲                                            | ۱/۱۶                                            | ۱/۸                                             | ۱/۴                                             | ۱/۲                                             | فینال                                           | تعداد بازی                                      |
| -- | ------------ | ------- | ----------------------------------------------- | ----------------------------------------------- | ----------------------------------------------- | ----------------------------------------------- | ----------------------------------------------- | ----------------------------------------------- | ----------------------------------------------- |
| ۱  | اول          | ۱۳۵۵    | -                                               | پ                                               | -                                               | -                                               | -                                               | -                                               | ۱                                               |
| ۲  | دوم          | ۵۷–۱۳۵۶ | -                                               |                                                 |                                                 |                                                 | پ                                               | ق                                               | ۵                                               |
| ۳  | سوم          | ۶۶–۱۳۶۵ | استقلال در این دوره از جام حذفی حضور نداشته است | استقلال در این دوره از جام حذفی حضور نداشته است | استقلال در این دوره از جام حذفی حضور نداشته است | استقلال در این دوره از جام حذفی حضور نداشته است | استقلال در این دوره از جام حذفی حضور نداشته است | استقلال در این دوره از جام حذفی حضور نداشته است | استقلال در این دوره از جام حذفی حضور نداشته است |
| ۴  | چهارم        | ۱۳۶۶−۶۷ | -                                               |                                                 |                                                 |                                                 |                                                 | -                                               | ۸                                               |
| ۵  | پنجم         | ۱۳۶۷−۶۸ |                                                 |                                                 |                                                 | پ                                               | -                                               | -                                               | ۷                                               |
| ۶  | ششم          | ۱۳۶۹−۷۰ |                                                 |                                                 |                                                 |                                                 | پ                                               | پ                                               | ۱۰                                              |
| ۷  | هفتم         | ۱۳۷۰−۷۱ | -                                               |                                                 |                                                 |                                                 | -                                               | -                                               | ۶                                               |
| ۸  | هشتم         | ۱۳۷۲    |                                                 |                                                 |                                                 |                                                 | -                                               | -                                               | ۸                                               |
| ۹  | نهم          | ۱۳۷۳    | استقلال در این دوره از جام حذفی حضور نداشته است | استقلال در این دوره از جام حذفی حضور نداشته است | استقلال در این دوره از جام حذفی حضور نداشته است | استقلال در این دوره از جام حذفی حضور نداشته است | استقلال در این دوره از جام حذفی حضور نداشته است | استقلال در این دوره از جام حذفی حضور نداشته است | استقلال در این دوره از جام حذفی حضور نداشته است |
| ۱۰ | دهم          | ۱۳۷۴−۷۵ | -                                               |                                                 |                                                 | گ.ط                                             | گ.ط                                             | ق                                               | ۸                                               |
| ۱۱ | یازدهم       | ۱۳۷۵−۷۶ | -                                               |                                                 |                                                 |                                                 | -                                               | -                                               | ۵                                               |
| ۱۲ | دوازدهم      | ۱۳۷۷−۷۸ | -                                               |                                                 | ص                                               |                                                 |                                                 |                                                 | ۸                                               |
| ۱۳ | سیزدهم       | ۱۳۷۸−۷۹ | -                                               |                                                 | گ.ط                                             |                                                 |                                                 | ق                                               | ۷                                               |
| ۱۴ | چهاردهم      | ۱۳۷۹−۸۰ | -                                               |                                                 |                                                 |                                                 |                                                 | -                                               | ۷                                               |
| ۱۵ | پانزدهم      | ۱۳۸۰−۸۱ | -                                               |                                                 |                                                 |                                                 |                                                 | ق                                               | ۹                                               |
| ۱۶ | شانزدهم      | ۱۳۸۱−۸۲ | -                                               |                                                 |                                                 | -                                               | -                                               | -                                               | ۴                                               |
| ۱۷ | هفدهم        | ۱۳۸۲−۸۳ | -                                               |                                                 |                                                 | گ.ط                                             |                                                 |                                                 | ۷                                               |
| ۱۸ | هجدهم        | ۱۳۸۳−۸۴ | -                                               | پ                                               | -                                               | -                                               | -                                               | -                                               | ۱                                               |
| ۱۹ | نوزدهم       | ۱۳۸۴−۸۵ | -                                               |                                                 | ص                                               | ص                                               | -                                               | -                                               | ۲                                               |
| ۲۰ | بیستم        | ۱۳۸۵−۸۶ | -                                               |                                                 | -                                               | -                                               | -                                               | -                                               | ۱                                               |
| ۲۱ | بیست و یکم   | ۱۳۸۶−۸۷ | -                                               |                                                 | پ                                               | پ                                               | پ                                               | ق                                               | ۶                                               |
| ۲۲ | بیست و دوم   | ۱۳۸۷−۸۸ |                                                 | پ                                               | -                                               | -                                               | -                                               | -                                               | ۲                                               |
| ۲۳ | بیست و سوم   | ۱۳۸۸−۸۹ | -                                               |                                                 | و.ا                                             | -                                               | -                                               | -                                               | ۲                                               |
| ۲۴ | بیست و چهارم | ۱۳۸۹−۹۰ | -                                               |                                                 |                                                 |                                                 |                                                 | -                                               | ۴                                               |
| ۲۵ | بیست و پنجم  | ۱۳۹۰−۹۱ | -                                               |                                                 | و.ا                                             | و.ا                                             |                                                 | ق - پ                                           | ۵                                               |
| ۲۶ | بیست و ششم   | ۱۳۹۱−۹۲ | -                                               |                                                 |                                                 |                                                 | پ                                               | -                                               | ۴                                               |
| ۲۷ | بیست و هفتم  | ۱۳۹۲−۹۳ | -                                               |                                                 |                                                 |                                                 |                                                 | -                                               | ۴                                               |
| ۲۸ | بیست و هشتم  | ۱۳۹۳−۹۴ | -                                               |                                                 |                                                 | پ                                               | -                                               | -                                               | ۳                                               |
| ۲۹ | بیست و نهم   | ۱۳۹۴−۹۵ | -                                               |                                                 |                                                 | پ                                               |                                                 | پ                                               | ۵                                               |
| ۳۰ | سی‌ام         | ۱۳۹۵−۹۶ |                                                 | و.ا                                             | پ                                               | و.ا                                             | -                                               | -                                               | ۴                                               |
| ۳۱ | سی‌ویکم       | ۱۳۹۶−۹۷ | -                                               |                                                 |                                                 |                                                 |                                                 | ق                                               | ۵                                               |
| ۳۲ | سی‌ودوم       | ۱۳۹۷−۹۸ | -                                               | و.ا                                             | پ                                               | -                                               | -                                               | -                                               | ۲                                               |
| ۳۳ | سی‌وسوم       | ۹۹–۱۳۹۸ | -                                               | و.ا                                             | و.ا                                             |                                                 | پ                                               |                                                 | ۵                                               |

| راهنمای جدول |                                      |
|              | کسب پیروزی و صعود به مرحله بعدی      |
| و.ا          | کسب پیروزی و صعود در وقتهای اضافه    |
| گ.ط          | کسب پیروزی و صعود با گل طلایی        |
| پ            | صعود استقلال با ضربات پنالتی         |
| ص            | انصراف حریف استقلال از بازی          |
|              | شکست و حذف از ادامه بازیها           |
| و.ا          | شکست و حذف از بازیها در وقتهای اضافه |
| پ            | حذف استقلال با ضربات پنالتی          |
| ص            | انصراف استقلال از بازی مقابل حریف    |
| ق            | کسب عنوان قهرمانی                    |
| ق - پ        | کسب عنوان قهرمانی با ضربات پنالتی    |

## صعود و حذف
استقلال در بازیهایی که در ادوار جام حذفی ایران انجام داده است ۸۹ بار موفق به صعود به مرحله بعدی شده و ۲۳ بار هم طعم حذف را چشیده است. (برد در فینال را جزو صعودها و باخت در فینال جزو حذف‌ها شمرده‌ایم)
بیشترین صعود در برابر پاس تهران بوده است که استقلال چهار بار موفق به حذف این تیم از بازیهای جام حذفی شده است. تیمهای سایپا تهران، ایران‌جوان بوشهر، نساجی مازندران، و ملوان انزلی هم سه بار توسط استقلال از بازیهای جام حذفی کنار گذاشته شده‌اند. حدود ۵۲ تیم دیگر هم هر کدام یکبار توسط استقلال از مسابقات جام حذفی ایران حذف شده‌اند 
| # | تعداد حذف | تیمها |
| - | --------- | --- |
| ۱ | چهار بار  | پاس تهران و، ملوان                                                                                            |
| ۲ | سه بار    | ذوب‌آهن، سایپا ، ایران‌جوان، نساجی،                                                                             |
| ۳ | دو بار    | پرسپولیس، سپاهان، فجرسپاسی، فولاد، مس، ابومسلم پیکان، استقلال اهواز، شاهین بوشهر شهرداری یاسوج، کشاورز تهران، |

بیشترین حذف در برابر دو تیم سپاهان و ملوان انزلی بوده است که هر کدام از این تیمها سه بار استقلال را از بازیهای جام حذفی کنار گذاشته‌اند. ذوب‌آهن و پرسپولیس نیز هر کدام دو بار باعث حذف استقلال از این بازیها شده‌اند
| # | تعداد حذف | تیمها |
| - | --------- | --- |
| ۱ | سه بار    | سپاهان، ملوان |
| ۲ | دو بار    | ذوب‌آهن، پرسپولیس |
| ۳ | یک بار    | سایپا، نفت، مس، بهمن، استیل آذین، مس رفسنجان نوژن ساری، مرصاد مقاومت شیراز، شاهین بوشهر جنوب اهواز، فجرسپاسی، ماشین‌سازی، تهران‌جوان |

## بیشترین بازی بین بازیکنان استقلال
تا بازی دوم استقلال در جام حذفی ایران در فصل ۹۹-۱۳۹۸ تعداد ۳۰۲ بازیکن برای استقلال در این رقابتها به میدان رفته است
محمود فکری با انجام ۴۶ بازی در ده فصل از ادوار جام حذفی ایران رکورددار تعداد بازی در جام حذفی ایران بین بازیکنان استقلال تهران است. جواد زرینچه نیز با ۳۸ بازی در ۹ فصل و صادق ورمزیار با ۳۷ بازی در هفت فصل از این بازیها نفرات بعدی این لیست هستند.
در این لیست بازیکنانی را قرار داده‌ایم که حداقل ۲۰ بار در ادوار جام حذفی برای استقلال به میدان رفته‌اند.
| #  | نام                | تعداد بازی | حضور |
| -- | ------------------ | ---------- | ---- |
| ۱  | محمود فکری         | ۴۶         | ۱۰   |
| ۲  | جواد زرینچه        | ۳۸         | ۹    |
| ۳  | صادق ورمزیار       | ۳۷         | ۷    |
| ۴  | امیرحسین صادقی     | ۲۹         | ۱۰   |
| ۵  | فرشاد قلاحت‌زاده    | ۲۸         | ۴    |
| ۶  | محمد نوازی         | ۲۷         | ۶    |
| ۷  | مهدی رحمتی         | ۲۶         | ۸    |
| ۸  | پژمان منتظری       | ۲۶         | ۹    |
| ۹  | آرش برهانی         | ۲۴         | ۹    |
| ۱۰ | پیروز قربانی       | ۲۴         | ۷    |
| ۱۱ | علی‌رضا واحدی‌نیکبخت | ۲۳         | ۷    |
| ۱۲ | علی‌رضا اکبرپور     | ۲۳         | ۷    |
| ۱۳ | رضا حسن‌زاده        | ۲۲         | ۶    |
| ۱۴ | امیر قلعه‌نویی      | ۲۲         | ۶    |
| ۱۵ | حنیف عمران‌زاده     | ۲۲         | ۷    |
| ۱۶ | علیرضا منصوریان    | ۲۲         | ۷    |
| ۱۷ | خسرو حیدری         | ۲۱         | ۹    |
| ۱۸ | محمد خرمگاه        | ۲۱         | ۶    |
| ۱۹ | مهدی پاشازاده      | ۲۱         | ۶    |
| ۲۰ | یداله اکبری        | ۲۱         | ۵    |
| ۲۱ | عباس سرخاب         | ۲۱         | ۴    |
| ۲۲ | محمدرضا شکورزاده   | ۲۰         | ۳    |

تاریخ به‌ روز رسانی: ۲۳ آذر ۱۳۹۸

برای اطلاعات بیشتر به این بخشها رجوع کنید

رکوردداران تعداد بازی بین بازیکنان استقلال
ببیشترین بازی بازیکنان استقلال در لیگ باشگاهی ایران
بیشترین بازی بازیکنان استقلال در رقابتهای آسیایی

## ضربات پنالتی آخر بازی

### ضربات پنالتی استقلال در جام حذفی
| #  | برد / باخت                 | مرحله / سال                 | نتیجه                                    | تعداد ضربات پنالتی                                                                                      |
| -- | -------------------------- | --------------------------- | ---------------------------------------- | --- |
| ۱  | باخت برابر تهران‌جوان       | یک شانزدهم نهایی - ۱۳۵۵     | تاج تهران ۱ (۴) -- تهران جوان ۱ (۵)      | از شش ضربه تیم استقلال چهار ضربه گل شد از شش ضربه تیم تهران‌جوان پنج ضربه گل شد                          |
| ۲  | برد برابر ملوان بندرانزلی  | نیمه نهایی - ۱۳۵۷           | تاج تهران ۱ (۴) -- ملوان بندرانزلی ۱ (۳) | ؟ |
| ۳  | باخت برابر پرسپولیس تهران  | یک چهارم نهایی - ۱۳۶۷       | استقلال ۰ (۲) -- پرسپولیس تهران ۰ (۴)    | از چهار ضربه تیم استقلال دو ضربه گل شد از چهار ضربه تیم پرسپولیس چهار ضربه گل شد                        |
| ۴  | برد برابر پاس تهران        | نیمه نهایی - ۱۳۶۹           | استقلال ۰ (۳) -- پاس تهران ۰ (۰)         | از سه ضربه تیم استقلال سه ضربه گل شد از سه ضربه تیم پاس تهران هیچ ضربه‌ای گل نشد                         |
| ۵  | باخت برابر ملوان بندرانزلی | فینال - ۱۳۶۹                | استقلال ۰ (۵) -- ملوان بندرانزلی ۰ (۶)   | از شش ضربه تیم استقلال پنج ضربه گل شد از شش ضربه تیم ملوان شش ضربه گل شد                                |
| ۶  | باخت برابر شاهین بوشهر     | یک شانزدهم نهایی - ۱۳۸۳     | استقلال ۱ (۳) -- شاهین بوشهر ۱ (۴)       | از پنج ضربه تیم استقلال سه ضربه گل شد از پنج ضربه تیم شاهین بوشهر چهار ضربه گل شد                       |
| ۷  | برد برابر ذوب آهن اصفهان   | یک هشتم نهایی - ۱۳۸۶        | استقلال ۱ (۳) -- ذوب آهن اصفهان ۱ (۱)    | از پنج ضربه تیم استقلال سه ضربه گل شد از چهار ضربه تیم ذوب‌آهن یک ضربه گل شد                             |
| ۸  | برد برابر راه‌آهن تهران     | یک چهارم نهایی - ۱۳۸۶       | استقلال ۲ (۳) -- راه‌آهن تهران ۲ (۱)      | از سه ضربه تیم استقلال سه ضربه گل شد از چهار ضربه تیم راه‌آهن تهران یک ضربه گل شد                        |
| ۹  | برد برابر فولاد خوزستان    | نیمه نهایی - ۱۳۸۶           | استقلال ۱ (۳) -- فولاد خوزستان ۱ (۱)     | از چهار ضربه تیم استقلال سه ضربه گل شد از چهار ضربه تیم فولاد خوزستان یک ضربه گل شد                     |
| ۱۰ | باخت برابر مس رفسنجان      | یک هشتم نهایی - ۱۳۸۷        | استقلال ۲ (۴) -- مس رفسنجان ۲ (۵)        | از پنج ضربه تیم استقلال چهار ضربه گل شد از پنج ضربه تیم مس رفسنجان پنج ضربه گل شد                       |
| ۱۱ | برد برابر شاهین بوشهر      | فینال - ۱۳۹۰                | استقلال ۰ (۴) -- شاهین بوشهر ۰ (۱)       | از چهار ضربه تیم استقلال چهار ضربه گل شد از سه ضربه تیم شاهین بوشهر یک ضربه گل شد                       |
| ۱۲ | باخت برابر سپاهان اصفهان   | نیمه نهایی - ۱۳۹۱           | استقلال ۱ (۴) -- سپاهان اصفهان ۱ (۵)     | از هفت ضربه تیم استقلال چهار ضربه گل شد از هفت ضربه تیم سپاهان پنج ضربه گل شد                           |
| ۱۳ | باخت برابر ذوب آهن اصفهان  | یک چهارم نهایی - ۱۳۹۳       | استقلال ۲ (۰) -- ذوب آهن اصفهان ۲ (۳)    | از سه ضربه تیم استقلال هیچ ضربه‌ای گل نشد از سه ضربه تیم ذوب‌آهن سه ضربه گل شد                            |
| ۱۴ | برد برابر نفت تهران        | مرحله یک چهارم نهایی - ۱۳۹۴ | استقلال ۱ (۵) -- نفت تهران ۱ (۴)         | از هفت ضربه تیم استقلال پنج ضربه گل شد از هفت ضربه تیم نفت تهران چهار ضربه گل شد                        |
| ۱۵ | باخت برابر ذوب آهن اصفهان  | فینال - ۱۳۹۵                | استقلال ۱ (۴) -- ذوب آهن اصفهان ۱ (۵)    | از پنج ضربه تیم استقلال چهار ضربه گل شد از پنج ضربه تیم ذوب‌آهن پنج ضربه گل شد                           |
| ۱۶ | برد برابر صبای قم          | یک هشتم نهایی - ۱۳۹۵        | استقلال ۰ (۵) -- صبای قم ۰ (۳)           | از پنج ضربه تیم استقلال پنج ضربه گل شد از چهار ضربه تیم صبای قم سه ضربه گل شد                           |
| ۱۷ | باخت برابر سایپا تهران     | یک هشتم نهایی - ۱۳۹۷        | استقلال ۲ (۱) -- سایپا تهران ۲ (۳)       | از چهار ضربه تیم استقلال یک ضربه گل شد از چهار ضربه تیم سایپا سه ضربه گل شد                             |
| ۱۸ | برد برابر پرسپولیس تهران   | نیمه نهایی - ۱۳۹۹           | استقلال ۲ (۴) -- پرسپولیس تهران ۲ (۱)    | از چهار ضربه تیم استقلال چهار ضربه گل شد از سه ضربه تیم پرسپولیس یک ضربه گل شد                          |
| ۱۹ | برد برابر پرسپولیس تهران   | یک چهارم نهایی - ۱۴۰۰       | استقلال ۰ (۴) - - پرسپولیس تهران ۰ (۳)   | از پنج ضربه تیم استقلال چهار ضربه گل شد از پنج ضربه تیم پرسپولیس سه ضربه گل شد                          |
| ۲۰ | باخت برابر فولاد خوزستان   | فینال - ۱۴۰۰                | استقلال ۰ (۲) - - فولاد خوزستان ۰ (۴)    | از چهار ضربه تیم استقلال دو ضربه گل شد از چهار ضربه تیم فولاد خوزستان چهار ضربه گل شد                   |
| ۲۱ | برد برابر نود ارومیه       | یک شانزدهم نهایی - ۱۴۰۰     | استقلال ۱ (۴) - - نود ارومیه ۱ (۲)       | از پنج ضربه تیم استقلال چهار ضربه گل شد از چهار ضربه تیم نود ارومیه دو ضربه گل شد                       |
| ۲۲ | باخت برابر نساجی مازندران  | نیمه نهایی - ۱۴۰۱           | استقلال . (۴) - - نساجی مازندران ۰ (۵)   | از پنج ضربه تیم استقلال چهار ضربه تبدیل به گل شد از پنج ضربه تیم نساجی مازندران پنج ضربه تبدیل به گل شد |

### ضربات پنالتی به تفکیک تیمی
| حریف استقلال | تعداد | برد استقلال | برد حریفان |
| ------------ | ----- | ----------- | ---------- |
| ذوب آهن      | ۳     | ۱           | ۲          |
| پرسپولیس     | ۳     | ۲           | ۱          |
| شاهین بوشهر  | ۲     | ۱           | ۱          |
| ملوان        | ۲     | ۱           | ۱          |
| فولاد        | ۲     | ۱           | ۱          |
| سایپا        | ۱     | ۰           | ۱          |
| صبای قم      | ۱     | ۱           | ۰          |
| نفت تهران    | ۱     | ۱           | ۰          |
| سپاهان       | ۱     | ۰           | ۱          |
| مس رفسنجان   | ۱     | ۰           | ۱          |
| راه‌آهن       | ۱     | ۱           | ۰          |
| پاس تهران    | ۱     | ۱           | ۰          |
| تهران‌جوان    | ۱     | ۰           | ۱          |
| نود ارومیه   | ۱     | ۱           | ۰          |
| نساجی        | ۱     | ۰           | ۱          |
| جمع          | ۲۲    | ۱۱          | ۱۱         |

منبع 

## نکات
1. ↑  اعداد آبی گویای موفقیت استقلال و اعداد قرمز گویای موفقیت حریفان استقلال در ضربات پنالتی میباشد. برای مثال در سه بازی که تکلیف بازی استقلال در برابر ذوب‌آهن در ضربات پنالتی مشخص شده است. در یک بازی استقلال و در دو بازی ذوب‌آهن تیم موفق ضربات پنالتی بوده‌اند.
2. ↑  بازی برگشت این دو تیم در سال ۱۳۶۷ با نتیجه ۳ بر ۰ به سود تیم ایران‌جوان به پایان رسید ولی با حکم فدارسیون فوتبال به دلیل بازی کردن غیر قانونی یک بازیکن در ترکیب تیم بوشهری بازی ۳ بر ۰ به سود استقلال اعلام شد.
3. ↑  تیم شاهین حاضر به انجام بازی در سال ۱۳۸۵ در برابر استقلال تهران نشد و با حکم فدراسیون نتیجه سه بر صفر به سود استقلال ثبت گردید
4. ↑  همنام رشتی حاضر به انجام بازی برگشت در سال ۱۳۷۸ برابر استقلال تهران نشد و با حکم فدراسیون نتیجه سه بر صفر به سود استقلال ثبت گردید
5. ↑  بازی برگشت این دو تیم به دلیل مشکلاتی که تماشاگران در زمین ایجاد کردند در دقیقه ۸۷ نیمه تمام ماند و تیم خراسانی از انجام بازی تکراری سر باز زد و استقلال سه بر صفر برنده اعلام شد.
6. ↑  تیم استقلال پس از قهرمانی در لیگ برتر از بازیهای جام حذفی انصراف داد و حاضر به انجام بازی در برابر تیم نوژن ساری نشد و با حکم فدراسیون نتیجه سه بر صفر به سود تیم مازندرانی ثبت گردید